# Lac Paine
Le lac Paine (en espagnol : lago Paine) est un petit lac situé au nord du parc national Torres del Paine, en Patagonie chilienne. Il est situé administrativement dans la province de Última Esperanza, dans la XIIe région de Magallanes et de l'Antarctique chilien.
Le lac Paine est alimenté par les eaux du río Paine, qui le traverse, et de ses affluents. Le río Paine prend, lui, sa source dans le lac Dickson et se jette dans le lac Nordenskjöld.

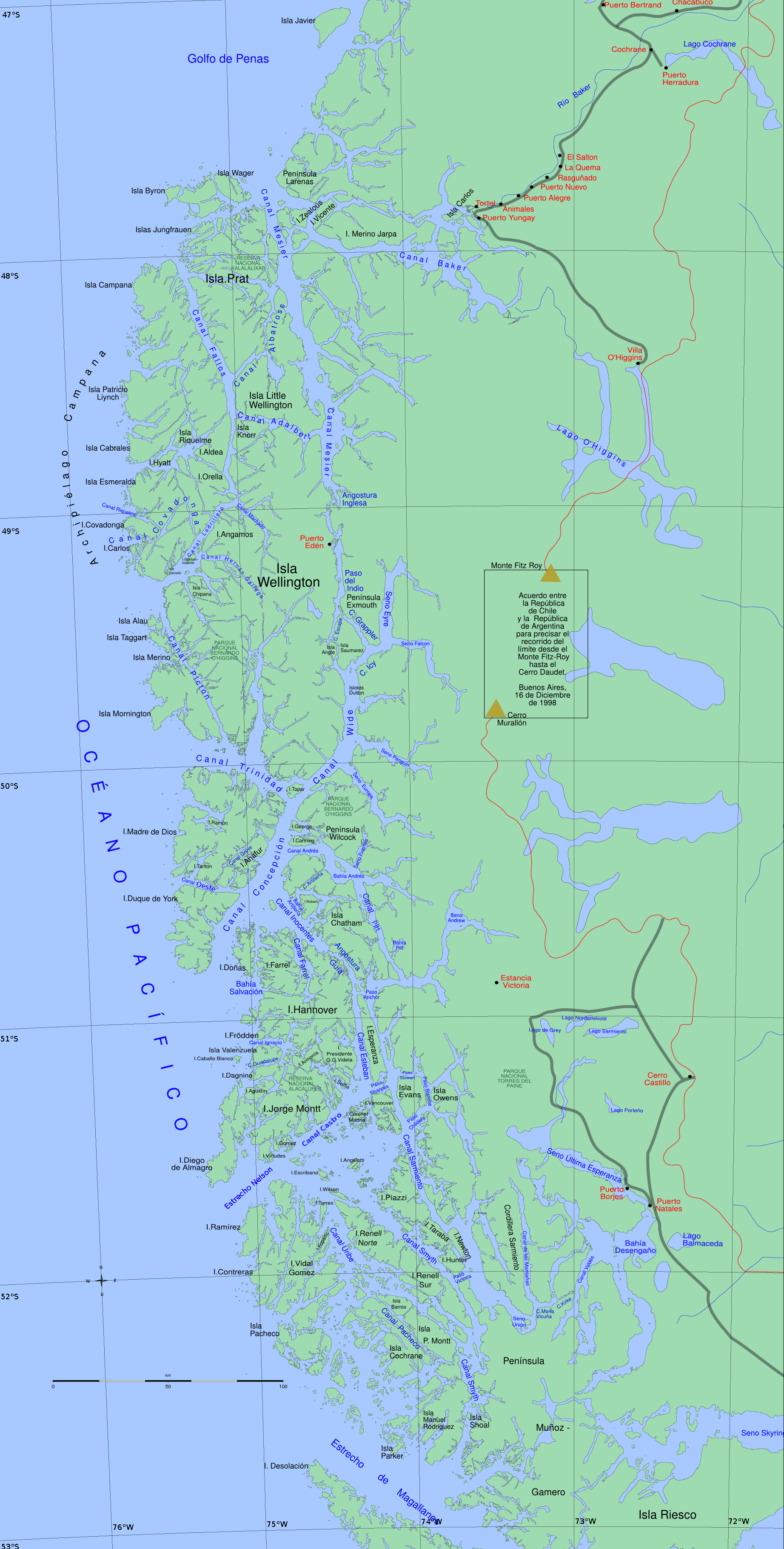
Situation cartographique
Le lac Paine, dans le parc national Torres del Paine